# Murter
Murter é uma ilha da Croácia e do Mar Adriático com cerca de 18,07 km² de área, localizada na costa centro-oriental do Mar Adriático perto do continente. Tinha 5192 habitantes em 2001, a maior parte croata (97,59%). O seu ponto mais alto atinge 125 m de altitude.
Murter é também o nome de uma pequena aldeia na parte noroeste da ilha. A pequena localidade de Betina fica no lado noroeste da ilha, enquanto que Jezera e Tisno se situam na costa sudeste. 
O centro da ilha tem coordenadas geográficas 43°48′N 15°36′E. Administrativamente pertence ao condado de Šibenik-Knin.